# Publikacija
Publikacija je tiskani ili drugom tehnikom umnoženi proizvod u jednom ili više nakladnih svezaka, odnosno na jednom ili više slobodnih listova.
Može biti objavljena na različitim nosačima: tiskanom (papir), digitalnom (CD ROM, online, Web i sl.) ili nekom drugom i na različitim medijima (tekst, grafika, audio, video, multimedija i dr.).

## Publikacije
Publikacija  (lat. publicatio)  je zaokružena,  tj. cjelovito strukturirana forma javne komunikacije i jedna od najzahtjevnijih disciplina klasične publicistike.

Publikacije su grafičkim postupkom umnoženi dokumenti distribuirani za javnost.
Dokument predstavlja svaki materijalni medij kojim se prenose poruke,  informacije i podatci. Dokument je zapisana informacija prema kojoj se postupa kao prema jedinici u informacijskom-dokumentacijskom procesu; dok informacijsku-dokumentacijsku jedinicu tvori medij, podatci na tom mediju i značenje koje se pripisuje podatcima.  Pojedina publikacija može biti kompleksna, heterogena, hibridna i može sadržavati informacije, dokumente koje spadaju u različite (pod)vrste. Publicistička znanja su osnovne vještine informacijskih stručnjaka. Publicistički proces nalazi se iza svake uspješne marketinške akcije, medijskog nastupa ili internetskog projekta. Bez obzira na to rabi li se kao atraktivna brošura, običan letak ili internetska stranica, oblikovani sadržaj će prenijeti snažnu poruku sadašnjim i budućim konzumentima informacija.  Profesionalno publicirati znači predočiti ciljani sadržaj ciljanoj populaciji. Publikacija može biti u formi kataloga, profila poduzeća, web stranice, CD, DVD magazina, godišnjaka ili godišnjeg izvještaja.

## Podjela publikacija
Porastom znanstvenoistraživačke produkcije te razvojem obavijesne djelatnosti u knjižnicama i dokumentacijskim sustavima fondovi rastu eksponencijalno, ali se stvaraju i novi oblici i načini prikaza zapisanog ljudskog znanja, tj. nove vrste publikacija.

Publikacije se dijele na:

1. publikacije prema sadržaju
2. publikacije prema vremenu
3. publikacije publikacije prema obliku

Publikacije prema sadržaju mogu biti:

1. Primarne publikacije su publikacije koje sadrže neposredne rezultate znanstveno-istraživačkog rada, tj. nova znanja ili nove interpretacije poznatih ideja i činjenica. Nadalje obuhvaćanju umjetnička (literalna, muzička, likovna, itd.) djela te izvorne informacije iz svih sfera događanja u univerzumu.  Obuhvaćaju dokumente u obliku kako ih je priredio sam autor, tj. originator informacije. Primarne publikacije možemo nazvati i izvornim publikacijama što proizlazi iz definicije, one su pravi izvori informacija. One donose najažurnije informacije o danom predmetu, ulaze najdublje u pojedinu problematiku, te pružaju osnovu za prijenos novostvorenog znanja, ideja, umjetničkih doživljaja, novih događanja (vijesti) neposredno korisnicima. Koriste specifičnu terminologiju (stručni žargon). Međutim, mogu sadržavati netočne, krivo mjerene, krivo interpretirane rezultate i krive zaključke. Iako u znanosti obično prolaze recenzentski postupak, to ne znači da su svi sadržani podatci u njima i evaluirani. Tu spadaju znanstvena i stručna djela (tehnički izvještaji, referati, disertacije, magistarski radovi, razni članci, neke vrste dnevnika...), zatim literaturna djela, fotografije, muzička djela, muzejski predmeti, autobiografije, govori, intervjui, pisma, službene statistike, službeni dokumenti, izvorne vijesti i dr.
2. Sekundarne publikacije pružaju sažeti sadržajni opis i preglede, te skraćene prikaze radova objavljenih u primarnim publikacijama. Tu spadaju referativni časopisi, specijalizirane bibliografije, enciklopedije, kartoteka, pregledi, razne vrste kompilacija i rekapitulacija te bibliografski registri.
3. Tercijarne publikacije – publikacije koje se sastoje od različitih vrsta kazala i vodiča do sekundarnih i primarnih dokumenata. To su publikacije koje daju lokaciju izvora informacija. One su informacijska pomagala za snalaženje u svijetu informacija i dokumenata, a osnovna zadaća im je pomoći u pronalaženju i otkrivanju sadržaja i lokacija svih vrsta dokumenata. Upućuju korisnika na korisne izvore informacija. Tu spadaju tekući indeksi, bibliografije o bibliografijama, adresari, leksikoni, katalozi svih vrsta i dr.

Podjela publikacija na primarne, sekundarne i tercijarne prakticira se prvenstveno u znanosti, naročito u prirodnim, tehničkim i medicinskim znanostima. Informacijske stručnjaci moraju naći načina da se takva praksa stručno i znalački primjeni na sve vrste informacija, što nije uvijek jednostavno, ali nije i nemoguće. Ova podjela ništa ne govori o kvaliteti informacija i dokumenata i nije pogodna, niti namijenjena za vrednovanje znanstvenih radova. Jedina funkcija joj je da stvori određeni red u mnoštvu različitih informacija, dokumenata, publikacija i na taj način pomoći korisnicima informacija, da lakše pronalaze onu vrstu koja najviše odgovara njihovim informacijskim potrebama ovisno o zanimanju, školskoj spremi, uzrastu, problemu...  
Prema podjeli po vremenu, razlikuju se dvije osnovne vrste publikacija:

1. vremenski omeđene publikacije (monografska građa)
2. vremenski neomeđene publikacije (periodika i kontinuacije)

Prema podjeli po obliku, također razlikujemo dvije vrste publikacija:

1. Konvencionalne publikacije su publikacije kojima je sadržaj zapisan prirodnim jezikom i nije potrebno nikakvo pomagalo tehničke prirode da bi njihovo korištenje bilo omogućeno.
2. Nekonvencionalne publikacije su publikacije kojima je sadržaj zapisan umjetnim jezikom u obliku nekog koda koji je pogodan za strojno čitanje i interpretiranje, kao što je disketa, bušena papirna vrpca, magnetni disk, bušena kartica, magnetna vrpca i sl., ili je pak za njihovo korištenje potrebno neko pomagalo, npr. mikrofilm.

Publikacije možemo podijeliti i na publikacije u nastavcima, te publikacije u više svezaka.

Publikacije u nastavcima su publikacije koje izlaze u zasebnim i sukcesivnim dijelovima, obično ujednačenog formata i pod istim naslovom, s namjerom da se izlaženje nastavi neograničeno. Njih obično izdaju različite institucije, društva i organizacije u neodređenim vremenskim razmacima, ali pod zajedničkim nazivom. Ponekad je teško razlikovati publikacije u nastavcima od serije knjiga, niza svezaka ili pak časopisa. Publikacije u nastavcima najčešće objavljuju akademije, sveučilišta itd.

Publikacije u više svezaka su publikacije u ograničenom broju fizički odvojenih dijelova za koje je poznat da su zamišljeni ili izdani kao cjelina. Pojedini dijelovi mogu imati vlastite stvarne naslove i vlastite podatke o odgovornosti.